# Trop romantique !
 (mai 2024).
Pour plus de détails, voir Fiche technique et Distribution.
Trop romantique ! (I Love You, Don't Touch Me!) est un film américain réalisé par Julie Davis, sorti en 1997.

## Fiche technique
- Titre original : I Love You, Don't Touch Me!
- Titre français : Trop romantique !
- Réalisation, scénario et montage : Julie Davis
- Photographie : Mark Putnam
- Musique : ???
- Production : Scott Chosed et Julie Davis
- Pays d'origine : États-Unis
- Format : Couleurs - 1,85:1 - Mono
- Genre : Comédie romantique
- Durée : 86 minutes
- Date de sortie : 1997

## Distribution
- Marla Schaffel : Katie
- Mitchell Whitfield : Ben
- Michael Harris : Richard Webber
- Meredith Scott Lynn : Janet
- Jack McGee : Lou Candela
- Darryl Theirse : Jones
- Julie Ariola : Maman
- Nancy Sorel : Elizabeth
- Wally Kurth : David Barclay
- Victor Raider-Wexler : Papa
- Sara Van Horn : l'analyste
- Debbie Munroe : Margo
- Tim de Zarn : Vagrant
- Janine Venable : Deidre
- Michael A. Candela : l'homme d'audition
- Ramesh Pandey : Bob Yager
- George Saunders : Ted
- Jackie Debatin : Jenny